# Decapentaplegic
Decapententaplegic缩写为Dpp，是果蝇皮肤的生长因子。它在皮肤表面影响着生物背部的颜色。
dpp基因从复制、转录到dpp蛋白的翻译过程如图所示。 
如果DNA上的dpp基因发生突变，原来的G-C碱基对突变为A-T碱基对。将会导致最后转译出来的蛋白无法连接起来，从而引起皮肤的肤色发生改变。